# Розіта Челентано
Розіта Челентано (італ. Rosita Celentano; нар. 17 лютого 1965 року, Мілан) — італійська теле- та радіоведуча, акторка і співачка. Старша дочка Адріано Челентано і Клаудії Морі.

## Життя та творчість

### Початок
Вихованням Розіти, її молодших — брата Джакомо та сестри Розалінди займалася в основному мати. Клаудія Морі була жінкою авторитарною і виховувала дітей в строгості, батько ж (Адріано Челентано) рідко бував удома через активну творчу діяльність.
Перший дебют Розіти Челентано у кіно відбувся в фільмі свого батька «Юппі-Ду» 1975 року, де вона зіграла епізодичну роль. У 1987 році знялася у фільмі «Mak π 100» режисера Антоніо Бідо і як гість взяла участь у телепередачі батька «Fantastico». У 1988 році випустила власну LP-платівку у 45 обертів «Dal tuo sguardo in poi/Dal tuo sguardo in poi» під лейблом «Clan Celentano». 1989 року була ведучою пісенного фестивалю у Сан-Ремо, який вела разом з Денні Квінном, Джанмарко Тоньяцці і Паолою Домінгвін. У 1991 році брала участь як бек-вокалістка у записі альбому батька — «Il re degli ignoranti», а також знялася у кліпах до нього. У 1994 році Розіта випустила студійний альбом під назвою «FDM».

### У ролі телеведучої
Із середини дев'яностих років брала участь у кількох телевізійних шоу: влітку 1995 року— телеведуча музичної програми «Пісня серця» на телеканалі ТМС, у 1996 році разом з Девідом Мегассі вела телешоу «У неділю в селі» на каналі Rete 4. Влітку 1999 року з Самантою де Гренет вела телешоу «Сім до одного» на каналі Rai 1. У 2000—2001 роках вела телевізійну програму «У неділю». Також 2000 року Розіта знялася в епізоді популярного серіалу «Зухвалі і красиві». У вересні 2001 року вела самостійно розроблену телепрограму «Тема» на каналі LA7. У 2002 році знялася у телефільмі «Батьки» режисера Ріккардо Донни.
2004 року Розіта була ведучою реаліті-шоу «Музична ферма» на телеканалі Rai 2, а також вела конкурс «Академія пісень Сан-Ремо» на каналі Rai 1. У 2005 році працює на супутниковому телеканалі E!, де проводила музичну рубрику «Soundcheck e Backstage», а також створювала репортажі про Фестиваль у Сан-Ремо. У 2006 році Розіта брала участь в реаліті-шоу «Реальність цирку» із телеведучою Барбарою д'Урсо на Canale 5. У 2007 році знялася в міні-серіалі «Але небо завжди блакитне» режисера Марко Турко на телеканалі Rai 1, у жовтні того ж року веде програму «Без сорому» на каналі радіомовлення RTL 102.5. У 2009 році Розіта Челентано опублікувала свою першу книгу «Grazie a Dio ho le corna», а також бере участь у телепрограмі «П'ять неділь» на Canale 5 Барбарою д'Урсо, в якій веде рубрику «Довірена особа»..

### 2010-ті роки
У 2010 році Розіта вела на телеканалі Sky Uno передачу про тиждень моди в Мілані. У травні 2011 року була членом журі шоу-талантів «Дозвольте мені співати!» організованого Карло Конті на каналі Rai 1. 16 травня 2012-го Розіта брала участь в ток-шоу «Вказати на вас!». У тому ж році вона знялась у фільмі «2 звичайних ідіота» режисера Енріко Ландо. 15 лютого 2013 року, вперше з 1989 року, повернулася на сцену Театру «Арістон», ставши гостем четвертого вечору фестивалю в Сан-Ремо 2013, виступивши разом трьома іншими ведучими. У квітні 2013 року брала участь як помічниця шеф-кухаря в кулінарному шоу «Земля кухарів» на Rai 1, ведучою якого була Антонелла Клерічі.
9 червня 2015 року разом із Альфонсо Синьоріні була ведучою концерту на честь Джанні Белли «Вечір… прекрасний для вас, Джанні!» на Rete 4. З 4 липня того ж року веде програму, присвячену світу тварин — «Спитайте мене, якщо я щаслива» на Radio 24. 15 вересня знімалася у другому епізоді вар'єте-шоу «Все це можливо сьогодні ввечері», що транслювалося на Rai 2. 19 листопада 2015 року дебютувала як театральна акторка в комедії «Іноді уникати» режисера Піно Квартулло, гастролюючи до наступного року.

### Особисте життя
У 16 років Розіта Челентано була заручена зі спадкоємцем знаменитої циркової династії Орфеї. У 1980-х роках Розіта зустрічалась зі співаком Джованотті. В останні роки Розіта живе з кінологом Анжело Вайрою.

## Телевізійні програми
- Festival di Sanremo 1989 (Rai 1, 1989)
- La canzone del cuore (TMC, 1995)
- La domenica del villaggio (Rete 4, 1996—1999)
- Sette per uno (Rai 1, 1999)
- Rimini notte — Vent'anni dopo (Rai 1, 1999)
- Domenica in (Rai 1, 2000—2001)
- Tema (LA7, 2001)
- Music Farm (Rai 2, 2004)
- Accademia della Canzone di Sanremo (Rai 1, 2004)
- Soundcheck (E!, 2005)
- Backstage (E!, 2005)
- E! News Italia (E!, 2005)
- Reality Circus (Canale 5, 2006)
- Domenica Cinque (Canale 5, 2009—2010)
- 5 volte auguri (Alice, 2009)
- Milano Fashion Week (Sky Uno, 2010)
- Lasciami cantare! (Rai 1, 2011)
- Punto su di te! (Rai 1, 2012)
- Cuochi e fiamme Celebrities (LA7, 2012)
- La terra dei cuochi (Rai 1, 2013)
- Una Serata… Bella per te, Gianni! (Rete 4, 2015)
- SG — Sanremo Giovani (Rai 1, 2015)
- Una Serata… Bella per te, Mogol! (Rete 4, 2016)
- Una Serata… Bella per te, Bigazzi! (Rete 4, 2016)

## Фільмографія

### Кіно
- 1975 — Юппі-Ду, режисер Адріано Челентано
- 1978 — Безумство Джеппо, режисер Адріано Челентано
- 1987 — Mak π 100, режисер Антоніо Бідо
- 2012 — 2 звичайних ідіота, режисер Енріко Ландо

### Серіали
- 2000 — Зухвалі і красиві (1 епізод)
- 2002 — Батьки, режисер Ріккардо Донна
- 2007 — Rino Gaetano - Ma il cielo è sempre più blu, режисер Марко Турко

### Музичні кліпи
- 1989 — La mia moto з Джованотті
- 1991 — Il re degli ignoranti з Адріано Челентано
- 2005 — Pazzo di lei з Б'яджо Антоначчі (2005)

## Дискографія

### Альбом
- 1994 — FDM (Clan Celentano, 4509 96131-1)

### Сингли
- 1988 — Dal tuo sguardo in poi/Dal tuo sguardo in poi (Clan Celentano, CLN 10782)
- 1994 — Faccia di merda

## Книги
- 2009 — Grazie a Dio ho le corna, Salani Editore, ISBN 88-6256-080-X
- 2010 — Oltre la pelle, Salani Editore, ISBN 978-88-6256-291-1
- 2012 — Grazie a Dio è gay, Salani Editore, ISBN 978-88-6715-133-2